# Kalifornisches Mausohr
Das Kalifornische Mausohr (Myotis californicus) ist eine Fledermausart aus der Familie der Glattnasen (Vespertilionidae), welche in Nordamerika beheimatet ist.

## Beschreibung
Das Kalifornische Mausohr ist eine kleine Fledermaus mit einer Gesamtlänge von 74 bis 95 mm, einer Unterarmlänge von 32 bis 35 mm und einem Gewicht von 3,3 bis 5,4 g. Die Flügelspannweite beträgt im Schnitt 242 mm. Es hat relativ schlanke, kleine Füße, welche weniger als halb so lang sind wie die Tibia. Der Kalkar ist dünn und stark geschwungen. Das Kalifornische Mausohr unterscheidet sich von der sympatrisch vorkommenden Myotis ciliolabrum durch einen runderen Schädel und eine schmalere Schnauze sowie durch das Muster der Haare, die die Schnauze bedecken. Von oben gesehen ist der nackte Teil der Schnauze des Kalifornischen Mausohrs nur so lang wie der Durchmesser der Nasenlöcher, im Gegensatz zu M. ciliolabrum, bei der der haarlose Teil 1,5-mal so lang ist. Von Myotis findleyi unterscheidet sich das Kalifornische Mausohr durch die schwarze Maske, Ohren und Klauen und den rötlichen Farbton des Fells. Das Kalifornische Mausohr hat kürzere Füße als die Yuma-Fledermaus (Myotis yumanensis) und eine unbehaarte Schwanzflughaut.

## Lebensweise
Das Kalifornische Mausohr ist wie die meisten Fledermäuse nachtaktiv und ernährt sich von Insekten, wobei Falter und Zweiflügler bevorzugt werden. Des Weiteren gehören Käfer, Schnabelkerfen und Köcherfliegen zu den Beutetieren. Während das Kalifornische Mausohr meist über oder in der Nähe von Gewässern jagt, sucht sich M. ciliolabrum ihre Beute meist in der Nähe von Felsen, so dass die beiden Arten in Gebieten, wo sie gemeinsam vorkommen, nicht um Nahrung konkurrieren. Tagsüber hängt das Kalifornische Mausohr allein oder in kleinen Gruppen in Felsspalten, unter Borke oder in Gebäuden. Während der kalten Jahreszeit halten die Tiere Winterschlaf. Weibliche Exemplare bringen pro Jahr und Wurf ein einziges Jungtier zur Welt. Wahrscheinlich können Fledermäuse dieser Art über 15 Jahre alt werden.

## Verbreitung und Lebensraum
Das Kalifornische Mausohr kommt westlich der Rocky Mountains von Kanada bis Mexiko vor. Ihr Bestand wird von der IUCN dank der weiten Verbreitung als stabil und die Art als ungefährdet eingestuft.